# Podoscirtodes hirtellus
Podoscirtodes hirtellus är en insektsart som först beskrevs av Henri Saussure 1878.  Podoscirtodes hirtellus ingår i släktet Podoscirtodes och familjen syrsor. Inga underarter finns listade i Catalogue of Life.